# Amor International
Das Amor International ist ein offenes internationales Badmintonturnier in den Niederlanden. Es wird seit dem Jahr 1967 in Groningen ausgetragen und findet jährlich statt. Es startete als nationales Turnier der B- und C-Klasse. Es folgte eine stete Steigerung der Qualität des Starterfeldes bis hin zur nationalen A-Kategorie. 1990 wurde es in den EBU Circuit aufgenommen und es wurden Weltranglistenpunkte vergeben. 1992 war es unter den Qualifikationsturnieren für das Olympiadebüt der Sportart Badminton. Bis Ende der 1990er Jahre war es das bedeutendste internationale niederländische Turnier nach den Dutch Open. Mit dem Verlassen des europäischen Circuits sank die Bedeutung des Turniers wieder. Die Position des Turniers wurde in der Folge durch die Dutch International übernommen. Namensgeber für das Turnier ist der Groninger Studenten Badminton Club AMOR, wobei AMOR für Alles Met Ons Racket (alles mit unserem Schläger) steht.

## Sieger
| Saison    | Herreneinzel             | Dameneinzel          | Herrendoppel                        | Damendoppel                            | Mixed                              |
| --------- | ------------------------ | -------------------- | ----------------------------------- | -------------------------------------- | ---------------------------------- |
| 1968      | Vic Leunissen            | P. Jansen            | keine Daten                         | keine Daten                            | keine Daten                        |
| 1969      | R. van Eck               | H .van de Raadt      | keine Daten                         | keine Daten                            | keine Daten                        |
| 1970      | H. Zenker                | H. van de Raadt      | keine Daten                         | keine Daten                            | keine Daten                        |
| 1971      | Henk Leidelmeijer        | Hanke de Kort        | keine Daten                         | keine Daten                            | keine Daten                        |
| 1972      | Horst Lösche             | Hanke de Kort        | keine Daten                         | keine Daten                            | keine Daten                        |
| 1973      | Klaus Gorholt            | Henny Wesdorp        | keine Daten                         | keine Daten                            | keine Daten                        |
| 1974      | Dirk Fratzer             | Antonie Schwabe      | keine Daten                         | keine Daten                            | keine Daten                        |
| 1975      | Pierre Swertz            | Inge Rozemeijer      | keine Daten                         | keine Daten                            | keine Daten                        |
| 1976      | Clemens Wortel           | Gaby Blommaert       | keine Daten                         | keine Daten                            | keine Daten                        |
| 1977      | Guus van der Vlugt       | Inge Rozemeijer      | keine Daten                         | keine Daten                            | keine Daten                        |
| 1978      | Michael Schnaase         | Barbara Igel         | keine Daten                         | keine Daten                            | keine Daten                        |
| 1979      | Clemens Wortel           | Hanke de Kort        | keine Daten                         | keine Daten                            | keine Daten                        |
| 1980      | Richard Pal              | Luge Nijhof          | keine Daten                         | keine Daten                            | keine Daten                        |
| 1981      | Harald Klauer            | Kirsten Schmieder    | keine Daten                         | keine Daten                            | keine Daten                        |
| 1982      | Guus van der Vlugt       | Grace Kakiay         | keine Daten                         | keine Daten                            | keine Daten                        |
| 1983      | Ulf Persson              | Maria Bengtsson      | keine Daten                         | keine Daten                            | keine Daten                        |
| 1984      | Peter Skole              | Monique Hoogland     | keine Daten                         | keine Daten                            | keine Daten                        |
| 1985      | Peter Skole              | Eline Coene          | keine Daten                         | keine Daten                            | keine Daten                        |
| 1986      | Alex Meijer              | Susanne Ejlertsen    | keine Daten                         | keine Daten                            | keine Daten                        |
| 1987      | Claus Overbeck           | Eline Coene          | Alex Meijer Pierre Pelupessy        | Eline Coene Erica van Dijck            | Alex Meijer Monique Hoogland       |
| 1988      | Claus Overbeck           | Astrid van der Knaap | Alex Meijer Pierre Pelupessy        | Eline Coene Erica van Dijck            | Ron Michels Paula Rip-Kloet        |
| 1989      | Claus Overbeck           | Suzanne Louis-Lane   | Jeroen van Dijk Chris Bruil         | Suzanne Louis-Lane Tracy Dineen        | Randy Trieling Sonja Mellink       |
| 1990      | Pierre Pelupessy         | Joanne Muggeridge    | Claus Simonsen Morten Sandal        | Joanne Muggeridge Maaike de Boer       | Ron Michels Sonja Mellink          |
| 1991      | Pontus Jäntti            | Astrid van der Knaap | Erik Lia Hans Sperre jr.            | Eline Coene Erica van den Heuvel       | Alex Meijer Nicole van Hooren      |
| 1992      | Pontus Jäntti            | Elena Rybkina        | Russell Hogg Kenny Middlemiss       | Lisbet Stuer-Lauridsen Marlene Thomsen | Ron Michels Sonja Mellink          |
| 1993      | Marleve Mainaky          | Camilla Martin       | Andrei Antropow Nikolai Sujew       | Natalja Ivanova Julia Martynenko       | Quinten van Dalm Nicole van Hooren |
| 1994      | Jeroen van Dijk          | Irina Serova         | Lars Pedersen Johnny Sørensen       | Ann Jørgensen Majken Vange             | Ron Michels Erica van den Heuvel   |
| 1995      | Peter Rasmussen          | Monique Hoogland     | Janek Roos Allan Borch              | Tanja Berg Mette Pedersen              | Janek Roos Charlotte Madsen        |
| 1996      | Jeroen van Dijk          | Alison Humby         | Artur Khachaturyan Sergey Melnikov  | Elena Sukhareva Marina Yakusheva       | Allan Borch Rikke Broen            |
| 1997      | Chris Bruil              | Monique Hoogland     | Peder Nissen Jonas Rasmussen        | Monique Hoogland Erica van den Heuvel  | Dennis Lens Nicole van Hooren      |
| 1998      | Niels Christian Kaldau   | Judith Meulendijks   | Joachim Fischer Nielsen Kasper Ødum | Lotte Jonathans Nicole van Hooren      | Dennis Lens Nicole van Hooren      |
| 1999 2001 | keine Daten              | keine Daten          | keine Daten                         | keine Daten                            | keine Daten                        |
| 2002      | Dennis Steenland         | Gonnie Meinders      | nicht ausgetragen                   | nicht ausgetragen                      | nicht ausgetragen                  |
| 2003      | Eric Pang                | Lonneke Jansen       | nicht ausgetragen                   | nicht ausgetragen                      | nicht ausgetragen                  |
| 2004      | Dennis Lens              | Dana Kuil            | nicht ausgetragen                   | nicht ausgetragen                      | nicht ausgetragen                  |
| 2005      | Rune Massing             | Ilse Vooren          | nicht ausgetragen                   | nicht ausgetragen                      | nicht ausgetragen                  |
| 2006      | Rune Massing             | Joyce Crouse         | nicht ausgetragen                   | nicht ausgetragen                      | nicht ausgetragen                  |
| 2007      | Tim Vaessen              | Dana Kuil            | nicht ausgetragen                   | nicht ausgetragen                      | nicht ausgetragen                  |
| 2008      | Rune Massing             | Lisa Malaihollo      | nicht ausgetragen                   | nicht ausgetragen                      | nicht ausgetragen                  |
| 2009      | Tim Vaessen              | Ginny Severien       | nicht ausgetragen                   | nicht ausgetragen                      | nicht ausgetragen                  |
| 2010      | Leon Nottelman           | Lisa Malaihollo      | nicht ausgetragen                   | nicht ausgetragen                      | nicht ausgetragen                  |
| 2011      | Leon Nottelman           | Lisa Malaihollo      | nicht ausgetragen                   | nicht ausgetragen                      | nicht ausgetragen                  |
| 2012      | Vincent de Vries         | Lisa Malaihollo      | nicht ausgetragen                   | nicht ausgetragen                      | nicht ausgetragen                  |
| 2013      | Dennis van Daalen de Jel | Gayle Mahulette      | nicht ausgetragen                   | nicht ausgetragen                      | nicht ausgetragen                  |
| 2014      | Justin Teeuwen           | Akvilė Stapušaitytė  | nicht ausgetragen                   | nicht ausgetragen                      | nicht ausgetragen                  |
| 2015      | Justin Teeuwen           | Akvilė Stapušaitytė  | nicht ausgetragen                   | nicht ausgetragen                      | nicht ausgetragen                  |
| 2016      | Nick Fransman            | Alida Chen           | nicht ausgetragen                   | nicht ausgetragen                      | nicht ausgetragen                  |
| 2017      | Alex Vlaar               | Ieva Pope            | nicht ausgetragen                   | nicht ausgetragen                      | nicht ausgetragen                  |
| 2018      | Aram Mahmoud             | Manon Sibbald        | nicht ausgetragen                   | nicht ausgetragen                      | nicht ausgetragen                  |
| 2019      | Aram Mahmoud             | Ieva Pope            | nicht ausgetragen                   | nicht ausgetragen                      | nicht ausgetragen                  |
| 2020      | Aram Mahmoud             | Jaymie Laurens       | nicht ausgetragen                   | nicht ausgetragen                      | nicht ausgetragen                  |
| 2021 2022 | nicht ausgetragen        | nicht ausgetragen    | nicht ausgetragen                   | nicht ausgetragen                      | nicht ausgetragen                  |
| 2023      | Lars Kros                | Diede Odijk          | nicht ausgetragen                   | nicht ausgetragen                      | nicht ausgetragen                  |
| 2024      | Dennis Koppen            | Alida Chen           | nicht ausgetragen                   | nicht ausgetragen                      | nicht ausgetragen                  |